# Dischidodactylus colonnelloi
Espèce
Statut de conservation UICN

 NT  : Quasi menacé
Dischidodactylus colonnelloi est une espèce d'amphibiens de la famille des Craugastoridae.

## Répartition
Cette espèce est endémique de l'État d'Amazonas au Venezuela. Elle se rencontre à environ 2 550 m d'altitude sur le tepuy Cerro Marahuaca.

## Étymologie
Cette espèce est nommée en l'honneur de Giuseppe Colonnello.

## Publication originale
- Ayarzaguena, 1985 "1983" : Una nueva especie de Dischidodactylus Lynch (Amphibia, Leptodactylidae) en la cumbre del Tepui Marahuaca, Territorio Federal Amazonas - Venezuela. Memoria de la Sociedad de Ciencias Naturales La Salle, vol. 43, no 120, p. 215-220.